# ゲイリー・ジョーンズ (内野手)
ゲイリー・ウェイン・ジョーンズ（Gary Wayne Jones, 1960年11月11日 - ）は、アメリカ合衆国テキサス州ラスク郡ヘンダーソン出身の元プロ野球選手（内野手）、野球指導者。右投左打。

## 経歴
1982年にシカゴ・カブスと契約してプロ入り。カブスでは最高でAA級までしか昇格できず、1986年にオークランド・アスレチックスへ移籍した。アスレチックスではAAA級まで昇格するものの、結局メジャーでプレーすることなく1989年限りで現役引退。マイナーリーグ通算899試合出場で819安打、打率.283、23本塁打を記録している。
引退後は、1990年から1997年までアスレチックス傘下のマイナーで監督を務め、1998年はアスレチックスの一塁コーチを務めた。1999年から2001年までボストン・レッドソックス傘下のマイナーで監督、2002年はマイナーチーム統括フィールドコーディネイターを務めた。2003年から2006年までサンディエゴ・パドレス傘下のマイナーで監督、2007年および2009年はマイナーチーム内野コーディネイターを務めた。
2014年から2017年まではカブスの三塁コーチを務めた。
2018年より、フィラデルフィア・フィリーズ傘下のAAA級リーハイバレー・アイアンピッグスの監督に就任した。2021年限りで退任した。
2021年12月2日、2022年シーズンよりデトロイト・タイガース傘下のAAA級トレド・マッドヘンズの監督を務めると発表されたが、タイガースの一塁コーチのキメラ・バーティーが20日に急死したことを受けて2022年1月27日にその後任を務めることが発表された。しかし、シーズン終盤の9月に足首を怪我したため、ベンチコーチに配置転換された。2023年は三塁ベースコーチに配置転換されると、2024年からは特定の肩書を持たないメジャーコーチとなった。

## 詳細情報

### 年度別打撃成績
- MLB公式戦出場なし

### 背番号
- 47（1998年）
- 1（2014年 - 2017年）
- 44（2022年 - ）